# Vila Bela da Santíssima Trindade
Vila Bela da Santíssima Trindade este un oraș și o municipalitate din statul Mato Grosso (MT), Brazilia.